# Lucie Borleteau
Lucie Borleteau, née le 29 novembre 1980 à Nantes, est une réalisatrice, actrice et scénariste française.

## Biographie

### Formation
Lucie Borleteau étudie à Ciné-Sup à Nantes et obtient en 2004 une maîtrise de cinéma à l’université Paris VIII.

### Carrière
Elle travaille dans différentes branches du cinéma, production, collaboration à l’écriture de scénarios pour White Material de Claire Denis, assistante réalisatrice pour Lou Ye et Arnaud Desplechin, mise en scène, comédienne au cinéma et parfois au théâtre.
En 2014, Fidelio, l'odyssée d'Alice est son premier long métrage.
Elle copréside en 2020 la Société des réalisatrices et réalisateurs de films (SRF) avec Vergine Keaton et Thomas Bidegain.

### Engagement politique
Lors de l'élection présidentielle française de 2022, elle signe une tribune en soutien de la candidature de Jean-Luc Mélenchon, comme 2 000 autres personnalités.

## Filmographie

### Réalisatrice
- 2004 : Nievaliachka - la poupée qui ne tombe pas (court métrage)
- 2008 : Les Vœux (Histoire de Colbrune et Bjorn) (moyen métrage)
- 2012 : La Grève des ventres (court métrage)
- 2014 : Fidelio, l'odyssée d'Alice
- 2016 : Cannabis (mini-série), créée par Hamid Hlioua
- 2019 : Chanson douce
- 2022 : À mon seul désir
- 2024 : Nudes (série télévisée), épisodes 8, 9, 10
- 2024 : 1996 ou Les Malheurs de Solveig (court métrage)

### Actrice
- 2004 : Nouillonpont 3 km (court métrage) de François Havez : une témoin
- 2006 : Angel Dust (court métrage) de Guillaume Foresti
- 2006 : Le Dîner (court métrage) de Cécile Vernant : La serveuse
- 2007 : L'Histoire de Richard O. de Damien Odoul : la fausse Geisha
- 2008 : Les Vœux (Histoire de Colbrune et Bjorn) (moyen métrage) d'elle-même : Colbrune
- 2010 : Au Revoir My Paris Heart (court métrage) de Nicholas Iacovino : Jacqueline
- 2011 : Douce (court métrage) de Sébastien Bailly : Sophie Silberstein
- 2011 : L'Apollonide : Souvenirs de la maison close de Bertrand Bonello : Libertine
- 2011 : Les Secrets de l'invisible (court métrage) d'Antonin Peretjatko
- 2012 : La Grève des ventres (court métrage) d'elle-même : Lise
- 2012 : You Are My Lucky Star (court métrage) de Patrick Hadjadj : Nicole
- 2013 : La Fille du 14 juillet d'Antonin Peretjatko : Gretchen
- 2013 : Agit Pop de Nicolas Pariser (court métrage) : Bérénice
- 2014 : Full Moon Party (court métrage)
- 2014 : Les Petits cailloux de Chloé Mazlo (court métrage) : la fée
- 2014 : Vous voulez une histoire? d'Antonin Peretjatko (court métrage)
- 2015 : Le Grand Jeu de Nicolas Pariser : la seconde jeune femme à la galerie
- 2015 : Conte de fées à l'usage des moyennes personnes de Chloé Mazlo (court métrage) : la femme de Barthélémy
- 2017 : Un beau soleil intérieur de Claire Denis : la poissonnière
- 2017 : Numéro une de Tonie Marshall : Laure Marty
- 2020 : Dustin de Naïla Guiguet (court métrage) : Lucie
- 2021 : Ils sont vivants de Jérémie Elkaïm : Betty
- 2023 : Romy & Laure... happées par le trou spatio-temporel ! de Romy Alizée et Laure Giappiconi (court métrage)

## Distinctions

### Récompense
- Festival de cinéma européen des Arcs 2014 : Prix de la Presse pour Fidelio, l'odyssée d'Alice

### Nominations
- Festival international du film de Locarno 2014 : en compétition pour le Léopard d'or pour Fidelio, l'odyssée d'Alice
- Césars 2015 : nomination au César du meilleur premier film pour Fidelio, l'odyssée d'Alice